# Poplar Hills
Poplar Hills és una població dels Estats Units a l'estat de Kentucky. Segons el cens del 2000 tenia 396 habitants.

## Demografia
Segons el cens del 2000, Poplar Hills tenia 396 habitants, 234 habitatges, i 77 famílies. La densitat de població era de 7.644,8 habitants/km².
Dels 234 habitatges en un 15% hi vivien nens de menys de 18 anys, en un 15,4% hi vivien parelles casades, en un 12,8% dones solteres, i en un 66,7% no eren unitats familiars. En el 50,9% dels habitatges hi vivien persones soles el 3% de les quals corresponia a persones de 65 anys o més que vivien soles. El nombre mitjà de persones vivint en cada habitatge era d'1,69 i el nombre mitjà de persones que vivien en cada família era de 2,36.
Per edats la població es repartia de la següent manera: un 14,4% tenia menys de 18 anys, un 20,7% entre 18 i 24, un 44,7% entre 25 i 44, un 17,4% de 45 a 60 i un 2,8% 65 anys o més.
L'edat mediana era de 28 anys. Per cada 100 dones de 18 o més anys hi havia 85,2 homes.
La renda mediana per habitatge era de 26.964 $ i la renda mediana per família de 22.000 $. Els homes tenien una renda mediana de 31.000 $ mentre que les dones 22.083 $. La renda per capita de la població era de 19.879 $. Entorn del 19,1% de les famílies i el 19,7% de la població estaven per davall del llindar de pobresa.

## Poblacions més properes
El següent diagrama mostra les poblacions més properes.